# 5608 Olmos
5608 Olmos este un asteroid din centura principală, descoperit pe 12 martie 1993, de Seiji Ueda și Hiroshi Kaneda.